# Bonellia nervosa
Bonellia nervosa är en viveväxtart som först beskrevs av Karel Presl, och fick sitt nu gällande namn av B. Ståhl, Källersjö. Bonellia nervosa ingår i släktet Bonellia och familjen viveväxter. Inga underarter finns listade i Catalogue of Life.